# Hervé Vilard
Hervé Vilard, all'anagrafe René Paul Hervé Villard (Parigi, 24 luglio 1946), è un cantante francese che ha avuto un momento di particolare notorietà negli anni sessanta come interprete della canzone Ce Monde, cover del brano di Umberto Bindi Il mio mondo (cantato anche da Richard Anthony).
A lui era inizialmente destinata la canzone My Way (nell'originale intitolata in lingua francese Comme d'habitude), composta dal connazionale Claude François. Non dette però particolare importanza al brano che fu lanciato poi da altri artisti, fra cui Frank Sinatra che ne eseguì la versione destinata a diventare la più conosciuta.
Altri suoi brani noti sono: Capri c'est fini, del 1965 (forse il suo maggiore hit), e Rêveries, lato A del singolo contenente il brano Dans le cœur des hommes.

## Biografia
Figlio di un'umile fioraia di nome Blanche (originaria della Dordogna) che vendeva mazzolini di violette nei pressi del Théâtre des Variétés, Villard nacque in un taxi diretto all'ospedale parigino di Saint Antoine. In seguito alla denuncia di un vicino di casa, a sei anni di età fu affidato, per disposizione del tribunale, all'orfanotrofio Saint Vincent de Paul. Più volte tentò la fuga dall'istituto per ricongiungersi alla famiglia. Fu affidato a diverse famiglie prima di essere adottato dallo storico e mercante d'arte Daniel Cordier. Reincontrò la madre (morta nel 1981 quando era ormai adulto e famoso), non riuscendo però a ristabilire con lei un completo rapporto madre-figlio nonostante i tentativi compiuti dal giornale France Dimanche che condusse un'intensa campagna stampa per una riunificazione fra i due.
La figura che più ha influenzato Vilard, soprattutto in chiave professionale, è stata quella dell'abate Angrand, da lui conosciuto quando aveva undici anni, quindi nel 1957, suo vero padre spirituale quando viveva nella provincia del Berry (luogo natale di George Sand).
Nel 1959, a tredici anni, Vilard ottenne il certificato di emancipazione e l'anno successivo iniziò ad avvicinarsi in maniera concreta alla musica. Lavorando in un bar parigino ebbe modo di conoscere Daniel Cordier, che poi lo adotterà definitivamente. Incontrò anche a quel tempo la cantante Dalida che lo aiutò poi a farsi strada nell'ambito della musica popolare francese.
A metà anni sessanta adottò il nome d'arte con cui è tuttora conosciuto e nel 1967 lasciò conoscere la propria condizione di omosessuale (primo artista francese a fare un coming out del genere).

## Repertorio
Per scrivere la canzone Capri c'est fini, Vilard trovò ispirazione vagando nella metropolitana di Parigi. Lo sguardo gli cadde su un poster reclamizzante la località italiana di Capri ed in breve il motivo fu composto. Il successo del brano, primo nelle classifiche di vendita, gli consentì di partecipare a tournée a fianco di artisti affermati come Adamo. Il brano è stato poi eseguito in cover in altre lingue, divenendo un successo internazionale. Un buon pretesto, per il cantante francese, per incidere un disco in lingua spagnola e sfondare sul mercato discografico latino-americano.
Vilard è conosciuto soprattutto per la canzone Capri c'est fini, che è stata un hit dell'estate 1965. Ha interpretato in carriera motivi di diversi autori, fra cui Michel Fugain, Didier Barbelivien, Danyel Gérard, Jacques Revaux. Nel 1972 ha inciso la canzone Amore caro amore bello di Mogol - Lucio Battisti, già lanciata da Bruno Lauzi nel 1971; la sua versione è in lingua francese ma conserva il titolo originale italiano, che compare nel ritornello.
Fra gli altri suoi successi si possono citare Fais-la rire, Mourir ou vivre, Sayonara, Les Anges du matin, Les enfants ont besoin d'amour, Champagne, Elle était belle, L'Idiot, T'es pas Dietrich, Pour la retrouver, La vie est belle, le monde est beau, Rêveries, Je l'aime tant, Pour toi ce n'était rien, Mamma Mia, Venise pour l'éternité e, soprattutto, i tre successi Nous, Reviens e Méditerranéenne, di cui è stato autore Toto Cutugno.
Vilard ha messo in musica anche testi poetici di Louis Aragon, Marguerite Duras, Maurice Fanon, Eugène Ionesco, Jacques Prévert, Bernard Dimey e Jean Genet.

## Discografia
- 1983: Ensemble
- 1986: Le Vin de Corse
- 1997: Tout simplement
- 1990: L'Amour défendu
- 2002: Simplement
- 2004: Cri du cœur

## Partecipazioni
- Festival delle Rose (1967)
- Pour toi Arménie (1989)

## Opere letterarie
- L'Âme seule, Fayard, Parigi, 2005, 384 p. (ISBN 2-213-62500-X); riedizione Librairie générale française, coll. «Le Livre de poche» no 30877, 2007, 281 p. (ISBN 978-2-253-11980-7)
- Le Bal des papillons, con la collaborazione di Jean-François Kervéan, Fayard, Parigi, 2007, 310 p. (ISBN 978-2-213-63071-7)
- Du lierre dans les arbres, 2020.